# Ivo Kotaška
Ivo Kotaška (ur. 26 stycznia 1980 w Czeskich Budziejowicach) – czeski hokeista.

## Kariera
- HC Czeskie Budziejowice (2000–2006)
  -  HC Milevsko (2001)
  -  KHL Jindřichův Hradec (2001)
  -  IHC Pisek (2002 i 2004)
  -  HC Vsetín (2004)
- Orli Znojmo (2006–2009)
- Slovan Bratysława (2009)
- HC Czeskie Budziejowice (2009–2011)
  -  HC Tabor (2010 i 2011)
- Ciarko PBS Bank KH Sanok (2011–2013)
- JKH GKS Jastrzębie (2013)
- HC Czeskie Budziejowice (2013-2014)
- KLH Vajgar Jindřichův Hradec (2014)
- HC Havlickuv Brod (2014)
- ŠHK 37 Piešťany (2014-2016)
- ESV Waldkirchen (2018-2020)
- HC Czeskie Budziejowice (2020)

Od czerwca 2011 zawodnik Ciarko PBS Bank KH Sanok. Od maja 2013 w klubie JKH GKS Jastrzębie, w którym grał do końca października 2013. Od listopada 2013 ponownie zawodnik HC Czeskie Budziejowice, związany miesięcznym kontraktem próbnym. Od listopada 2014 zawodnik ŠHK 37 Piešťany. Po dwóch latach przerwy w sierpniu 2018 został hokeistą niemieckiego klubu ESV Waldkirchen.

## Sukcesy
Klubowe
- Złoty medal 1. ligi czeskiej: 2005 z HC Czeskie Budziejowice
- Puchar Polski: 2011 z Ciarko PBS Bank KH Sanok
- Złoty medal mistrzostw Polski: 2012 z Ciarko PBS Bank KH Sanok

Indywidualne
- Puchar Polski w hokeju na lodzie (2011/2012): najlepszy zawodnik meczu finałowego